# Millington (Michigan)
Pour les articles homonymes, voir Millington.
Millington est un village du comté de Tuscola, dans l'État du Michigan, aux États-Unis. En 2020, il comptait une population de 1 028 habitants.